# 日本ケンタッキー・フライド・チキン
- カーライル・グループ > 日本ケンタッキー・フライド・チキン
- ヤム・ブランズ > KFCコーポレーション > 日本ケンタッキー・フライド・チキン

日本ケンタッキー・フライド・チキン株式会社（にほんケンタッキー・フライド・チキン、英: Kentucky Fried Chicken Japan, Ltd.、略称: KFCJ）は、日本KFCホールディングスの完全子会社で、神奈川県横浜市西区に本社を置く日本のファーストフードチェーン。
本項では、持株会社である日本KFCホールディングス株式会社及び日本におけるケンタッキーフライドチキンについても述べる。

## 概要
ファーストフードチェーン事業を中心とし、ヤム・ブランズ傘下のKFCアジア・フランチャイズとのフランチャイズ契約により、日本におけるケンタッキーフライドチキンを運営している。かつてはピザハット及びピザハット・ナチュラルの運営も担当していた。
初代法人は、アメリカ合衆国のファーストフードチェーン企業であるKFCコーポレーション及び三菱商事の折半出資により1970年7月4日に設立された。
二代目法人は、2013年5月16日に初代法人の完全子会社として設立され、2014年4月1日に初代法人が持株会社化に伴い日本KFCホールディングス株式会社（初代法人）に商号を変更、同社のケンタッキーフライドチキン事業を承継して営業を開始した。
現法人は、2024年4月10日にカーライル・グループの全額出資により設立され、同年12月1日に二代目法人を吸収合併し営業を開始した。

## 沿革

### 日本ケンタッキー・フライド・チキンの創業
1964年、三菱商事シカゴ支店長代理であった相沢徹は、KFCコーポレーションに日本進出の可能性を打診し、以降も交渉を続けていた。1967年、相沢は三菱商事の役員会にてフライドチキンの事業化を提案し、1969年にKFCは合弁事業に同意した。
1970年3月、日本万国博覧会にてケンタッキーフライドチキンの実験店舗を出店した後、同年7月4日、KFCコーポレーション及び三菱商事の折半出資により、日本ケンタッキー・フライド・チキン株式会社（初代法人）が設立された。三菱商事専務取締役であった中村基孝が代表取締役社長に就任し、日本側の責任者で三菱商事穀物油脂部所属であった富田昭平が常務取締役に就任した。

### 持株会社体制に移行
2014年4月1日、日本ケンタッキー・フライド・チキン株式会社（初代法人）が日本KFCホールディングス株式会社（初代法人）に商号を変更し、ケンタッキーフライドチキン事業を日本ケンタッキー・フライド・チキン株式会社（二代目法人）に、ピザハット事業を株式会社フェニックスに、ピザハット・ナチュラル事業を株式会社ナチュラル・ダイニングに承継した。
上記の持株会社移行後も企業組織再編を進め、2016年8月にはシンガポールに投資持株会社を設立し、タイ王国のKFC事業に参画した。また、2016年4月1日に株式会社フェニックスは日本ピザハット株式会社に商号を変更した後、2017年6月12日に全株式をエンデバー・ユナイテッドに売却した。2018年には居酒屋やレストラン等を運営するビー・ワイ・オーと資本業務提携を締結し、同社を持分法適用会社とした。

### カーライル・グループによる買収
カーライル・グループは、日本KFCホールディングスを買収する為、傘下のファンドの子会社として株式会社ジューシー、及びその子会社として株式会社クリスピーを設立した。2024年5月20日、カーライル・グループはクリスピーを通じて、日本KFCホールディングスに対する株式公開買付けを実施することを発表し、日本KFCホールディングスは本公開買付けに賛同の意見を表明した。5月21日から7月9日まで本公開買付けが実施され、9月18日に東京証券取引所スタンダード市場の上場を廃止した。9月20日には、三菱商事は自己株式取得に応じる形で保有する全株式を売却した。
12月1日には、クリスピーが日本KFCホールディングス（初代法人）及び日本ケンタッキー・フライド・チキン（二代目法人）を吸収合併し、ジューシーが日本KFCホールディングス株式会社（二代目法人）に、クリスピーが日本ケンタッキー・フライド・チキン株式会社（三代目法人）に商号を変更した。

## 年譜

### 初代法人
- 1970年（昭和45年）
  - 3月 - 日本万国博覧会にてケンタッキーフライドチキンの実験店舗を出店[12]。
  - 7月4日 - Kentucky Fried Chicken Corporation及び三菱商事株式会社の折半出資により、東京都渋谷区にて日本ケンタッキー・フライド・チキン株式会社（初代法人）として設立[13]。中村基孝が代表取締役社長に就任[5]。
  - 11月21日 - 1号店として、愛知県名古屋市西区のダイヤモンドシティ・名西ショッピングセンター内にケンタッキーフライドチキン名西店が開店[5]。
  - 11月27日 - 2号店として、大阪府大阪市東住吉区（現・平野区）のダイヤモンドシティ・東住吉ショッピングセンター内に日本万国博覧会で使用された店舗を移築し、ケンタッキーフライドチキン東住吉店が開店[5]。
- 1971年（昭和46年）
  - 2月 - 東京都千代田区に本社を移転[13]。
  - 9月 - フランチャイズ1号店として、神奈川県藤沢市にてケンタッキーフライドチキン江ノ島店を開店[13]。
- 1972年（昭和47年）
  - 1月 - 東京都港区に本社を移転[13]。
- 1973年（昭和48年）
  - 7月 - 富田昭平が代表取締役社長に就任[5]。
- 1974年（昭和49年）
  - 鶏の供養祭を開催。以後毎年の恒例行事となる。
- 1977年（昭和52年）
  - 6月 - 日本初のファーストフードチェーン店によるドライブスルー店舗として、東京都東村山市にてケンタッキーフライドチキン久米川店を開店[12]。
  - 11月 - 東京都渋谷区恵比寿南の恵比寿スヤマビルに本社を移転[12][13]。
- 1984年（昭和59年）
  - 2月 - ロイ・ウエストンが代表取締役会長を退任し、富田昭平が代表取締役会長に、大河原毅が代表取締役社長に就任[14]。
- 1990年（平成2年）
  - 8月21日 - 東京証券取引所市場第二部（証券コード：9873）に株式を上場[13][15]。
- 1991年（平成3年）
  - 3月 - 子会社として、株式会社ケイ・アドを設立[13]。
  - 5月 - ピザハット事業部を設置[13]。
- 1992年（平成4年）
  - 11月 - 研究開発拠点として、東京都北区にてカーネルセンターを設置[12]。
- 1995年（平成7年）
  - 3月 - 東京都渋谷区恵比寿南のJT恵比寿南ビルに本社を移転[12][13]。
  - 4月 - デリバリーを本格的に導入[12]。
- 1998年（平成10年）
  - 6月 - 財前宏が取締役会長に就任[16]。
  - ペプシコーラのKFC店頭での取り扱いを終了（但しピザハットにおいては継続された）。以後はソフトドリンク類の供給をコカ・コーラボトラーズから受ける。
- 2002年（平成14年）
  - 2月26日 - 財前宏が取締役会長を、大河原毅が代表取締役社長を退任し、パトリック・マーサが代表取締役会長に、貞廣正が代表取締役社長に就任[17]。
  - 6月1日 - 貞廣正が代表取締役社長CEOに、佐藤昻が代表取締役専務COOに就任[18]。
- 2003年（平成15年）
  - 2月20日 - 佐藤昻が代表取締役専務COOを退任[19]。
- 2004年（平成16年）
  - 2月1日 - パトリック・マーサが代表取締役会長を退任[20]。
  - 2月26日 - チョー・インスーが代表取締役会長に就任[21]。
- 2006年（平成18年）
  - 2月23日 - 貞廣正が代表取締役社長CEOを退任し、渡辺正夫が代表取締役社長CEOに就任[22]。
  - 5月18日 - 労働組合として、日本ケンタッキーフライドチキン労働組合が発足[13]。
  - 6月1日 - 埼玉県戸田市（イオン北戸田SC内）にケンタッキーフライドチキン商品とピザハット商品を同一店舗内で提供する複合店、『2in1』の1号店を開店。
  - 12月3日 - 神奈川県横浜市クイーンズスクエア横浜at!2ndへ新BI店舗開店。
- 2007年（平成19年）
  - 11月1日 - 三菱商事株式会社による株式公開買付けが開始[23]。これに伴い、Kentucky Fried Chicken Corporate Holding Ltd.は三菱商事株式会社に保有する全株式を売却した。
  - 12月7日 - 三菱商事株式会社による株式公開買付けが成立し、同社の保有割合が65.13%となる[24]。
  - 12月14日
    - 上記の株式公開買付けに伴い、三菱商事株式会社が親会社（筆頭株主）に異動[24]。
    - チョー・インスーが代表取締役会長を退任[25]。
- 2010年（平成22年）
  - 9月 - 子会社として、ケイ・フーズ株式会社を設立[13]。
- 2011年（平成23年）
  - 6月30日 - ポイントプログラム「Ponta」を導入[26]。
- 2013年（平成25年）
  - 3月 - 子会社として、フェニックス・フーズ株式会社を設立[13]。
  - 5月16日 - 完全子会社として、ケイ・ダイニング株式会社、株式会社レッドルーフ・ピザ及び株式会社レッドルーフ・ナチュラルを設立[27]。

### 二代目法人
- 2014年（平成26年）
  - 4月1日
    - 日本ケンタッキー・フライド・チキン株式会社（初代法人）が日本KFCホールディングス株式会社（初代法人）に、ケイ・ダイニング株式会社が日本ケンタッキー・フライド・チキン株式会社（二代目法人）に商号を変更[29]。
    - 日本KFCホールディングス株式会社の会社分割により、ケンタッキーフライドチキン事業を日本ケンタッキー・フライド・チキン株式会社（二代目法人）に承継[29]。
    - 近藤正樹が代表取締役社長に、嶋﨑俊一が代表取締役副社長に就任[30]。
- 2015年（平成27年）
  - 4月1日 - 嶋﨑俊一が代表取締役副社長を退任[31]。
- 2017年（平成29年）
  - 2月27日 - 神奈川県横浜市西区みなとみらいの横浜アイマークプレイスに本社を移転[32]。
- 2021年（令和3年）
  - 6月22日 - 近藤正樹が代表取締役社長を退任し、判治孝之が代表取締役社長に就任[33]。
- 2023年（令和5年）
  - 10月1日 - ポイントプログラム「楽天ポイント」を導入[34]。
- 2024年（令和6年）
  - 7月31日 - ケイ・フーズ株式会社が解散[35]。
  - 11月1日 - 判治孝之が代表取締役社長CEOを退任し、遠藤久が代表取締役社長CEOに就任[36]。

### 三代目法人
- 2024年（令和6年）
  - 12月1日 - 株式会社クリスピーが、日本KFCホールディングス株式会社（初代法人）及び日本ケンタッキー・フライド・チキン株式会社（二代目法人）を吸収合併し、株式会社ジューシーが日本KFCホールディングス株式会社（二代目法人）に、株式会社クリスピーが日本ケンタッキー・フライド・チキン株式会社（三代目法人）に商号を変更[37]。

## 略称
日本国内では「ケンタッキー」という略称も用いられている。一般大衆の間ではこれをさらに略して「ケンタ」などと称することも見られる。
2008年7月11日、アイシェアはファストフード店の略称に関する調査結果を発表した。「ケンタッキーフライドチキン」について、東日本で一番となったのは「ケンタ」であった。次点は「ケンタッキー」であり、この2つで大多数を占め他の略称は少数派であった。一方で、西日本では「ケンタッキー」が圧倒的な割合を占め、次点は大きく離された「ケンタ」、次は「略さない」となり、ほかの略称は少数との結果が出た。
その他、下記のような略称の区分けが挙げられている。
- 関東以北及び東海（名古屋近辺）と関西の一部 - 「ケンタ」、「KFC（ケー・エフ・シー）」
- 西日本 - 「ケンタッキー」
- 東海地方 - 「ケンチキ」

## 立像
KFC店舗前に据えられているカーネル・サンダースの等身大人形を立像という。フライドチキンそのものに馴染みのなかった日本において、ケンタッキーの店舗をアピールする目的で発案され、現在ほとんどの店舗前に置かれている。日本以外のアジアの店舗でも一部設置されているものの本国アメリカにはない為サンダース立像はあまり知られておらず、日本を訪れたアメリカ人には興味深いディスプレイとなっている。
かけているメガネは福井県鯖江市で製造されており、度が入っている。

## 運営

### 店舗

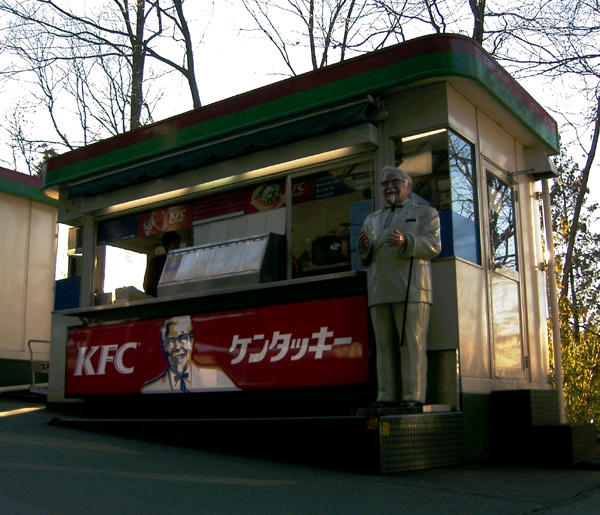
埼玉県所沢市・西武ドーム店
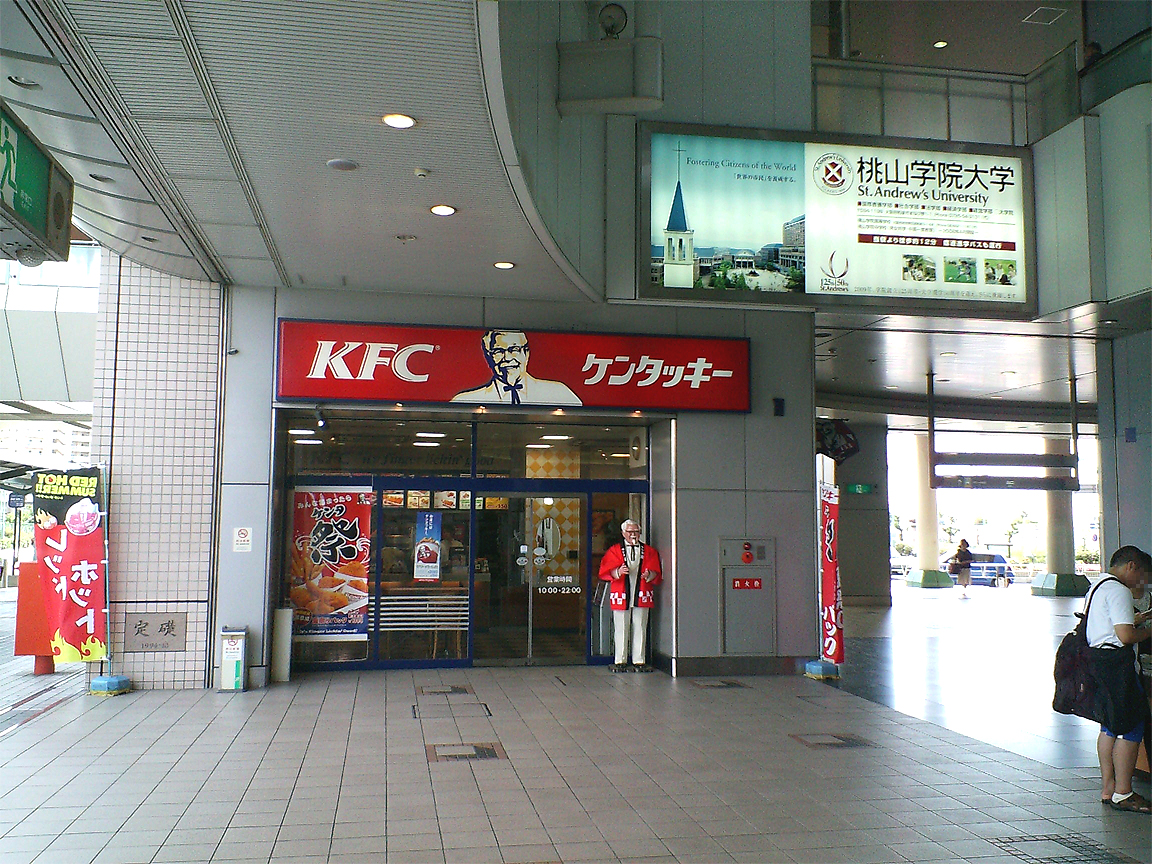
大阪府和泉市・泉北和泉中央店
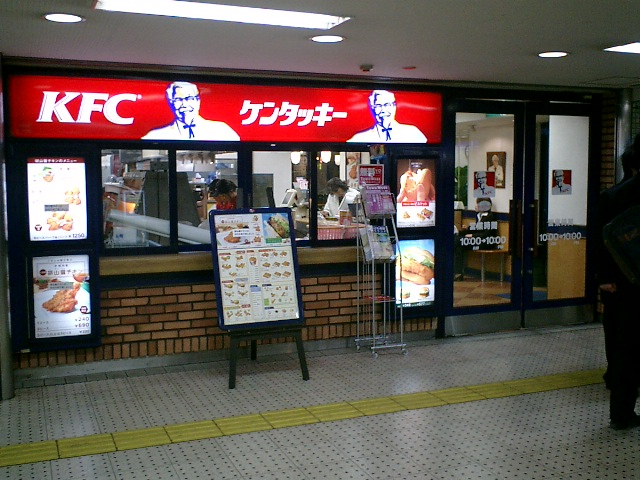
大阪府守口市・京阪守口市駅前店
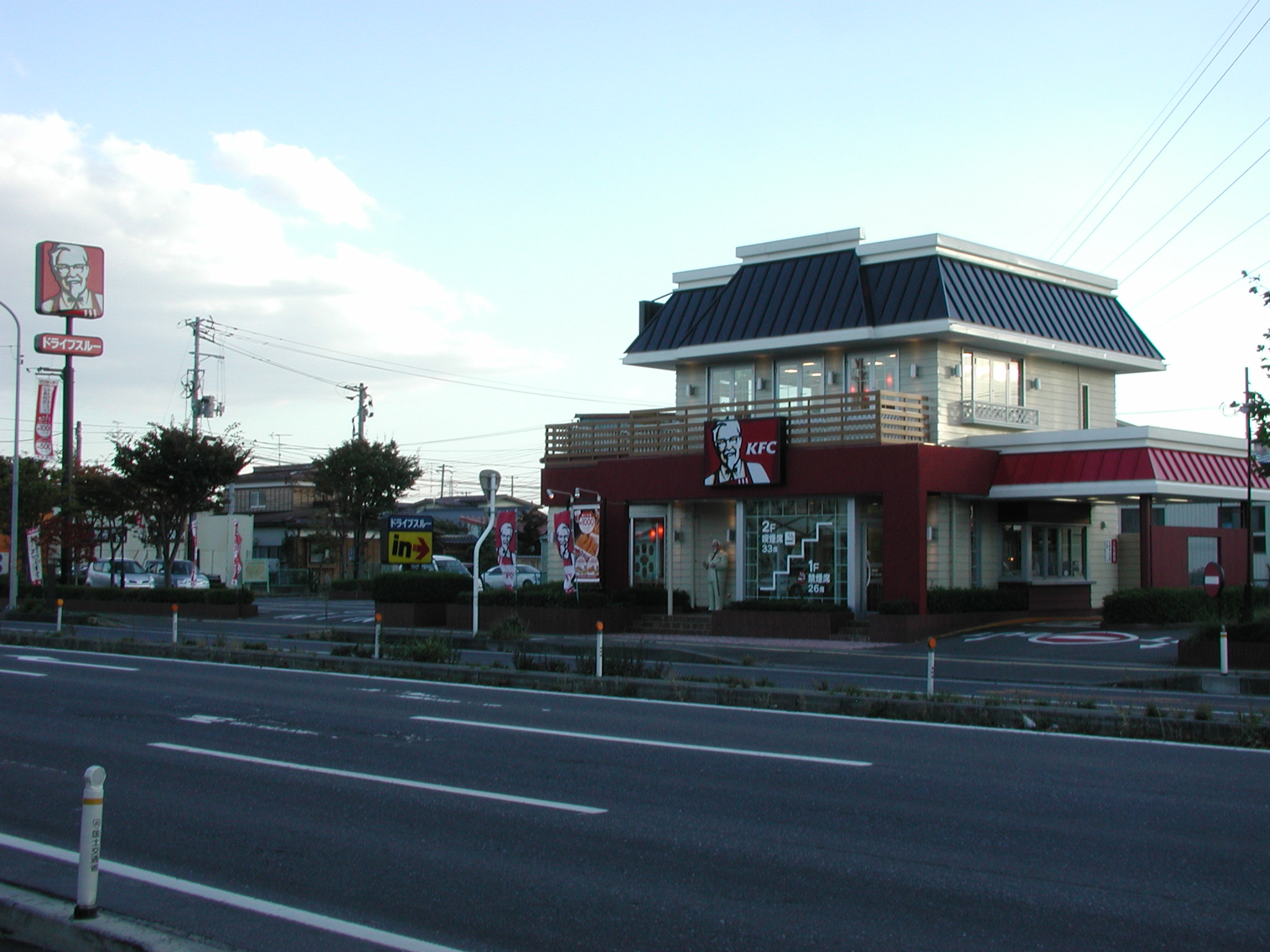
青森県八戸市・石堂店（新VIデザイン店舗の一例）
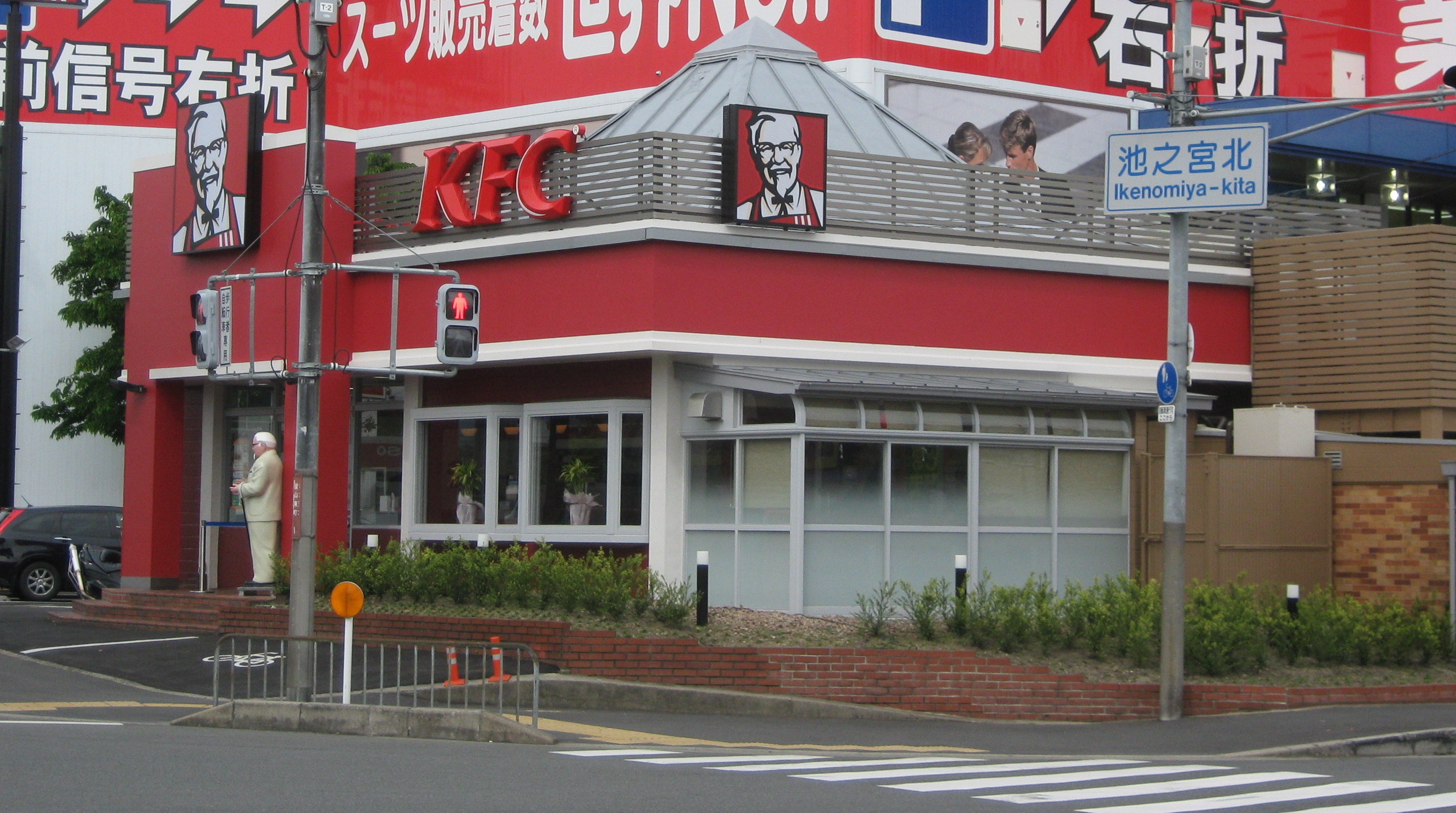
大阪府枚方市・枚方バイパス店（典型的なロードサイド店）

| - 埼玉県所沢市・西武ドーム店 - 大阪府和泉市・泉北和泉中央店 - 大阪府守口市・京阪守口市駅前店 - 青森県八戸市・石堂店（新VIデザイン店舗の一例） - 大阪府枚方市・枚方バイパス店（典型的なロードサイド店） |

### 店員
ケンタッキーフライドチキンで働く店員のほとんどはパートとアルバイトで、各店舗に社員1名以上で運営している（ブース等は除く）。
カウンター（接客、販売）、キッチン（オリジナルチキン等の調理）、デリバリー（バイク、車を利用しての配達）に分けられる。
それらを取りまとめる役割として正社員、マネージャー職のパート、アルバイトがいる。
ケンタッキーフライドチキンでは全パートナーに階級が書かれているネームプレートを付けることを義務付けており、それによりパートナーのランクをわかりやすくしている。
- トレーニー（Trainee） - 入ってから間もない研修中のパートナーを表す。店舗によっては「研修中」のプレートを使用している。
- チームメンバー（Team Member） - 研修を修了したパートナーを表すと同時にキッチンまたはカウンター（デリバリーがある店はデリバリー）を習得中であることを表す。
- スター（Star） - 研修を修了し、かつ所定のセミナーの受講を終え、キッチンまたはカウンター（またはデリバリー）を習得したことを表す。スターはトレーニーの指導をすることができ、店舗によっては時給が上がる。
- オールスター（All Star） - キッチンとカウンターの両方を習得したパートナーを表す。ただし店舗によっては習得したポジジョンの上級として扱うところもある。店舗によっては時給が上がる。
- オペレーショントレーナー - オールスター（またはスター）のパートナーがモジュールと呼ばれる運営・管理に関わるプログラムを学び、4項目を習得することで昇格できる。店舗によってはこの階級をなくしているところもある。
- シフトマネージャー - パートやアルバイトの中でもっとも高い階級。カウンター、キッチンの両方を習得し、すべてのモジュールを修了後、認められたパートナーが社員に代わって開店または閉店のどちらかを行うことができる。また、運営、金銭や商品の品質などの管理等々特に権限が与えられるため、制服も社員と同じものを着用する。そのため時給も上がる。
- シニアシフトマネージャー - シフトマネージャーの仕事に加え、開店と閉店の両方ができる。（ネームプレートはシフトマネージャーとある）パート、アルバイトはこの階級まで昇級することができる。
- スタッフ - 社員。入社して数年以内の人が多い。
- アシスタントマネージャー - 一定の経験を積み、所定のテストをクリアした社員であり、副店長である。
- マネージャー - 店長。複数の店舗の店長を兼任する場合もある。
- エリアコーチ - ある地域の複数の店舗を管理、指導する。一部フランチャイズではエリアマネージャーと呼ばれることもある。

また企業秘密のレシピに基づき調理ができる資格「COMライセンス」の付与が行なわれており、資格のない者は調理に携わることはできない（レシートには店長の名と認定番号が打ち出される）。
ライセンスはS、A、B、Cとあり、Cは実技試験のみ、B以上は実技と筆記試験の両方を受けなければならず、アルバイトはB、Cのみ取得ができる。

### フランチャイズでの特色

#### 北東北
一部地域では、エリアフランチャイザー制を取っており、特定のフランチャイジーが独占して店舗展開できるシステムを取っている。北東北3県では、第一ブロイラー傘下の第一フードサービス（後に親会社は同業他社と合併してプライフーズと改称。第一フードサービスはチアーズフードサービスを経てKPダイニング、本社・八戸市）が、この権利を獲得して店舗展開を行っている。同社は、モスバーガーのエリアフランチャイザーを狙っていたことがあるが、これはモスフードサービス側に却下されて、違うフランチャイジーによるモスバーガー店舗も所在するが、店舗数としては同社のが多い。
2010年以前は、当該店舗についてアンケートはがきを送付すると、第一フードサービスが発行する独自の割引券付はがきが送付されてくる時期があった（同社運営のモスバーガー・なか卯店舗でも同様）。

#### 九州
鹿児島県・宮崎県・熊本県・福岡県・大分県の一部店舗ではMisumiがフランチャイズ運営を行っている関係上、Pontaカード・楽天ポイントカードに加えてVポイントも使用できる店舗が鹿児島県・熊本県・宮崎県内の一部に存在する。

#### 大分県
大分県北部地方では「中津風」と呼ばれるにんにく入りの調味液に漬け込んだ濃い目の味付けのから揚げを好む食文化があり、唐揚げ専門店も数多く営業している。
ケンタッキーは1990年（平成2年）にJR九州の子会社であるJR九州ファーストフーズがフランチャイジーとして中津市郊外にロードサイド店舗を開店したが、売上不振により1995年（平成7年）に撤退している。この撤退についてJR九州ファーストフーズは「立地場所が悪かった」という見解を発表しているが、地元では「から揚げにつぶされた」というのが定説となっている。
2010年（平成22年）4月現在、大分県北部地方では2007年（平成19年）3月に中津市のゆめタウン中津に開店した1店舗のみの営業である。

## 商品とサービス

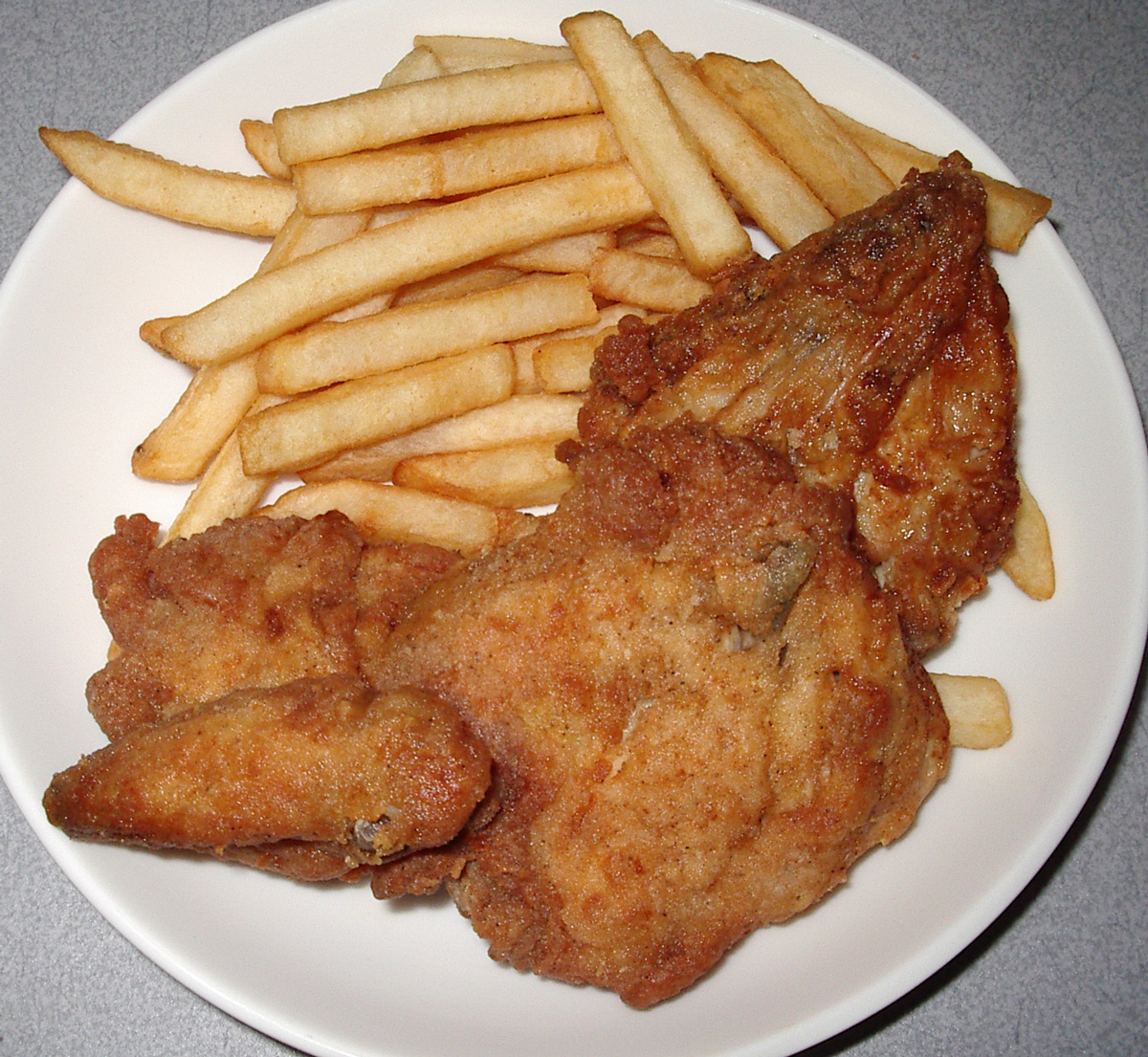
オリジナルチキンとポテト

KFC日本進出当初は、アメリカ産のチキンを使用していたが、このときにアメリカで人気のないダークミート（下半身の肉、サイ、ドラム）を日本に送って使用していた。これが日本人の好みに合い、店舗数を急増させたとも言われている。なお、現在は日本国産ハーブ鶏を使用しているため、仕入れ段階での部位の偏りはない。
実は日本で提供されるチキンと海外で提供されるチキンは、製法が違っている。本国アメリカを始め日本以外の国では、衣がカリカリ食感になるよう作られているが、日本ではしっとり食感に作られている。
このような違いが生まれたのは、サンダースが KFCの権利をジョン・Y・ブラウン・ジュニアに売却したことが始まりである。サンダースが作るチキンは言わばアメリカの家庭的な衣がしっとりとした食感だったが、事業拡大にあたりスパイスの配合はそのままに食感は次第に人気のあるカリカリ、サクサクとしたものに変化していった。その中で、日本は今でもオリジナルであるサンダースの製法と同じように作られており、サンダース本人が「日本のKFCが一番気に入っている。」と述べるほどであった。
日本のKFCがサンダースの製法を忠実に再現し、海外のように製法が変化しないのには、日本の食卓事情が関係している。日本にKFCが上陸した1970年代、既に日本は一般家庭で衣がカリカリ、サクサクとした食感の「唐揚げ」が浸透し始めており、テイクアウトの唐揚げ専門店も珍しくなかった。このような背景から、上陸当初からKFCのジューシーでしっとりとした衣の食感のチキンが日本では評価され、家庭や唐揚げ専門店との差別化のため製法が変わることがなかった。
チキンの部位は、キール（keel、胸）、リブ（rib、あばら）、ウイング（wing、手羽）、サイ（thigh、腰）、ドラム（drum、脚）の5種類 で、大きさはキール・リブ・ドラムが各1、サイが1.5、ウィングが0.5にカウントされる。このため特に部位の指定がない限り、セットメニューではウイングとサイが一対として提供される。なお、特定の部位を自分で選ぶことはできない（店舗内のメニュー表にも断り書きがされている）。
KFCでは揚げ油にショートニングを使用してきたが、近年、安全面においてトランス脂肪酸を多く含む事が問題視されるようになった事から、米国では遺伝子組み換えの低リノール酸大豆油に切り替わる予定である。日本KFCでは独自にトランス脂肪酸の少ない食用油への切り替えが行われた。
米国等の一部地域で行われている食べ放題は、日本でも一時期実験的に数店舗で行われていた時期があるが、現在では大阪府箕面市の「小野原店」と大阪府吹田市の「ららぽーとEXPOCITY店」、名古屋市の「ららぽーと名古屋みなとアクルス店」、東京都町田市の「南町田グランベリーパーク店」の4店で常時行っており、対象品としてフライドチキン以外にもパスタや米飯、サラダなど各種用意されている。そのほかの店舗でも時間、期間を限定して食べ放題が行われている。近年特に夏休み期間の名物として開催されている。食べ放題ができる商品はオリジナルチキン、ポテト、ビスケット、ドリンクであることが多い。
NTTドコモの公衆無線LANサービスであるM-ZONEが利用できる店舗が多い。
2011年（平成23年）6月30日よりPontaのポイントサービスが全国で受けられるようになった。かつては、2010年（平成22年）に千葉県でのみ試験的に行われていたが、一旦休止。その後再び千葉県のみ行っていた経緯がある。そして、2016年（平成28年）4月1日からは、現金払い、株主優待券、KFCカード支払いの時のみポイントの付与になり、クレジットカードや電子マネーでの支払いではポイント付与が不可能になった。
2023年（令和5年）春頃から楽天ペイメントと提携して、楽天ポイントのポイントサービスを全国の店舗で導入する予定であることを2022年（令和4年）10月に発表した。楽天ポイントサービス導入以後もPontaへのポイントサービス提供も継続する。なお、Pontaとは異なり、現金以外の決済サービス利用者についても楽天ポイントを付与するとしている。
2023年7月5日より、「レッドホットチキン」の一部店舗販売分をタイ産の鶏肉を使用すると発表。日本国内での鳥インフルエンザの発生が増加していることに伴った措置となる。オリジナルチキンについては、引き続きすべて国内産鶏肉を使用される。今後、オリジナルチキン以外の一部の商品で、タイ産の鶏肉の使用を継続することが予定されている。

### 主要メニュー

#### レギュラー
- オリジナルチキン
- 骨なしケンタッキー
- カーネルクリスピー（骨なし）
- チキンナゲット
- バーガー

当初は「サンド」の名称で販売されていたが、2022年10月12日より「バーガー」に変更された。
- チキンフィレバーガー
  - 和風チキンカツバーガー（当初は「クリスピーチキンフィレサンド」の名前で発売）
  - 辛口チキンフィレバーガー
  - チーズチキンフィレバーガー
  - ダブルチキンフィレバーガー
- ツイスター

カーネルクリスピーをレタスやソースと一緒に小麦粉のトルティーヤでくるんだもの。レギュラーのサルサソースにてりやきも同時発売、2013年–15年秋冬に和風だれの月見も限定発売、その後も不定期に期間限定風味のツイスターを販売。
- ペッパーマヨツイスター
- てりやきツイスター
- バジルレモンツイスター

- サラダ
  - コールスロー
  - コーンサラダ
- フライドポテト（2017年〜2019年にストレートカットのポテトから、期間限定販売されていた波打つような独自形状が特徴のカーネリングポテトに変更された）
- ビスケット（アメリカ風ビスケット。英国でいうところのスコーンに似たパンの一種）
- チョコパイ（2020年に期間限定発売。2022年4月6日から定番化）
- クラッシャーズ（ミルクシェイクにフレーバーソースやクランチなどを混ぜたドリンク。冬の時期はチョコレート味のシェイクに代わることもある）

#### モーニングメニュー
- チキンフィレサンドライト（2008年4月当初はグランドメニューとして発売）
- フィレたまサンド
- ホットドッグ（プレーンとサルサの2種）
- クロワッサンサンド（ハム&エッグ、トマトチキンの2種）
- クロワッサン
- ハッシュドポテト

過去には「ビスケット」シリーズ（ハム&エッグサンド、トマトチキンサンド、現在も単品ビスケットはグランドメニューのみ）、「ハムたまサンド」、「たまごBLTツイスター」、「まんまるたまごのハムサンド」、「チキンレタスドッグ」、「シーザーチキンツイスター」、「フィレたまポテトツイスター」、「ハンディサラダ」（プレーン、ハムとチーズ）なども販売されていた。モーニングメニューは一部の店舗で実施している。

#### 期間限定
- 骨なしチキン（2008年の「ボンレス」発売以来6年ぶりの復帰。2014年頃より永続的に販売されており、期間限定フレーバーも発売されるなど実質レギュラー化している。）
- アジアンスパイシーチキン
- えびぷりフライ
- えびぷりぷりフライ
- えびマヨツイスター
- ケイジャンホットチキン
- 胡山醤チキン
- 五香醤チキン
- 和風とり唐
- 香り揚げ醤油チキン
- 辛旨生姜チキン
- 金黒ごまの鶏竜田
- レッドホットチキン（かつて「辛口チキン」の名でレギュラーだった。一時期ハバネロパウダーを添付していたことがある）
- レッドホットキング（レッドホットチキンのレッグVer. これには必ずハバネロパウダーがついてくる）
- レッドホットウイング（骨付き一口サイズ）
- ハバネロボンレス
- パラペーニョボンレス
- レッドホットテンダー
- ファイアーウイング
- たまり醤油チキン（2009年春に発売）
- ガーリックペッパーチキン
- ゆず辛チキン（2008年度、2010年度、2014年度の秋限定に発売）
- 辛旨チキン（2009年、2010年に発売）
- 旨だれチキン（基本は甘みのあるタレを付けたチキンだが、その年によって少しずつ味付けや名称が違う）
- パリパリ旨味チキン（2010年、2011年に春発売、2012年には「パリパリ旨塩チキン」を商品表記に変更）
- 辛旨チキンサンド
- 醬（ジャン）だれチキン（2011年、2012年に発売）
- 胡麻と山椒のぶっかけチキン
- ふわふわ衣の揚げ出しチキン
- 香味チキン
- 焼きフライドチキン
- 味わい岩塩チキン（2016年春発売）
- ブラックホットチキン（2020年1月発売）
- にんにく醤油チキン（2021年秋発売）
- 辛みそにんにくチキン（2023年秋発売）
- ベジチキラップシリーズ（2009年度にてりやきチキンとごぼうサラダ、2010年度ロースチキンの5種野菜ラップ、同年秋冬にロースチキンと冬の根菜ラップで発売）
- カーネルバーガー
- とり焼サンド
- 塩だれチキンサンド
- 贅沢てりやきハンバーグサンド
- 辛口チキンカツサンド
- 炭火焼きチキンサンド（2008年度のてり焼き味→2009年度韓国風でピリ辛味→2010年度にはごま風味で発売）
- ジャンだれチキンサンド（2011年、2012年に発売）
- 月見ツイスター（2013年秋発売）
- 月見サンド（月見フィレサンド、月見和風カツサンド。2016年秋に限定発売、その後イースターや秋に期間限定販売。）
- ガーリックペッパーチキンフィレバーガー（2023年秋発売）
- ラップサンドムチョス（2017年夏に発売 トルティーヤに野菜、骨なしケンタッキーを包んだサンド）
- プレミアムローストチキンサンド
- トロピカルチキンフィレサンド（チキンフィレサンドにパイナップルの輪切りが挟んである）
- サーモンサンド
- フリフリポテト（さまざまな味が期間限定で発売される）
- ポットパイ（季節限定、チキンクリームは例年通りで2010年、2011年秋にはエビのトマトクリーム、2012年冬にはビーフシチュー味、2013年秋にはクリームとミートソースにペンネ入りのグラタンも発売された）
- チキンサラダボウル
- デザート（フローズンパフェ以外は一部変わる）
- 11スパイスパック（毎月11日販売）
- とりの日パック（毎月28日販売）
- オマール海老の旨味ひろがるフィレバーガー
- てりやきたまごツイスター（2023年春発売）

他にクリスマスシーズンに予約限定のメニューがある。
サンド・ハンバーガー類の単品の値段が高く、子供向けのスマイルセット以外にセットが500円以下になるものは1つもない。
500円以下のセットが存在した時期もあったが長年販売を終了。2018年夏に期間限定で500円のランチセットを復活販売した。
その後もランチが好評で売り上げも上がったとして、2019年末頃からほぼ通年で500円ランチを販売するようになる。

#### 地域・店舗限定
- 大阪府箕面市の小野原店では「カーネルバフェ」と呼称される食べ放題（バイキング）も一部時間帯（平日：11時–15時受付終了、土日祝：11時–20時受付終了、制限時間：60分）にて実施している（通常メニューも注文できる。バイキング商品のテイクアウトは不可）[47]。
- 大阪府吹田市のららぽーとEXPOCITY店は食べ放題（バイキング）（制限時間：ランチタイム（11時–17時）80分、ディナータイム（17時–22時）90分）専門店である[48]。
- 東京都町田市の南町田グランベリーパーク店は食べ放題（制限時間：終日80分）専門店である[49]。
- 他は1991年（平成3年）に北陸地方限定で発売されたケンタ丼、沖縄地区を中心に発売されているチキチキライスなど。
- 生ビールの販売を行っている店舗が存在する。東京ドーム店、横浜西口店など。
- 駅改札内でのテイクアウト専門の店舗「KFC Station」が相模鉄道横浜駅1、2階に存在する。この店舗はレシートの記載から横浜西口店の分店扱いとなっている。メニューはチキン（2ピース・3ピース・6ピース）、コーンサラダ、コールスローサラダのみ。列車内でもにおいの漏れにくい容器を使用している。
- かつて（2008年位まで）、北海道八雲町のハーベスター八雲（実験農場）でも、ケンタッキーのチキンなどを食べることができたが、現在は、ハーベスター八雲がケンタッキーより独立したため、味付けなどが違っている。
- 2010年7月9日より、東京都渋谷区にある渋谷公園通り店では、「チキン新体験」という新世代店舗コンセプトの第1号店としてオープンした。同店舗では、「Tasty&Healthy」というメニュー開発テーマの下、スチームコンベクションオーブンで調理したローストチキン「オーブンローストチキン」や、パンや野菜を使った「ブレイザー」などといったサンドメニューなど若い女性にターゲットを絞ったメニューを充実させている。第1号店が渋谷公園通り店になった理由は、周辺店舗にファストフード店がひしめき、かつ当店舗が油を使った料理のため、ヘルシーさに欠けているのではないかという点と、それに伴い過去10年間赤字が出ていたため、起死回生を狙っていたということを2010年7月10日放送の「情報7days ニュースキャスター」の特集の中で明かしている[50]。

### 支払方法
現金の他に一部クレジットカード、ジェフグルメカードが利用可能。一部店舗ではジェフグルメカードの販売も行っている。店舗により交通系電子マネーの利用が可能である。イオングループのショッピングセンターに入居しているテナント店舗ではWAON・iD・QUICPay・交通系電子マネーが、アリオ、イトーヨーカドーに入居しているテナント店舗ではnanaco・Edy・交通系電子マネーが利用可能なところもある。Pontaでためたポイントも10ポイント（10円相当）から利用可能になっている。また、KFCカードと言われるプリペイド型のカードでの支払いも行っており、KFCカードの購入、カードへのチャージ（入金）は各店舗で実施している。

## 文化的慣習

### クリスマス

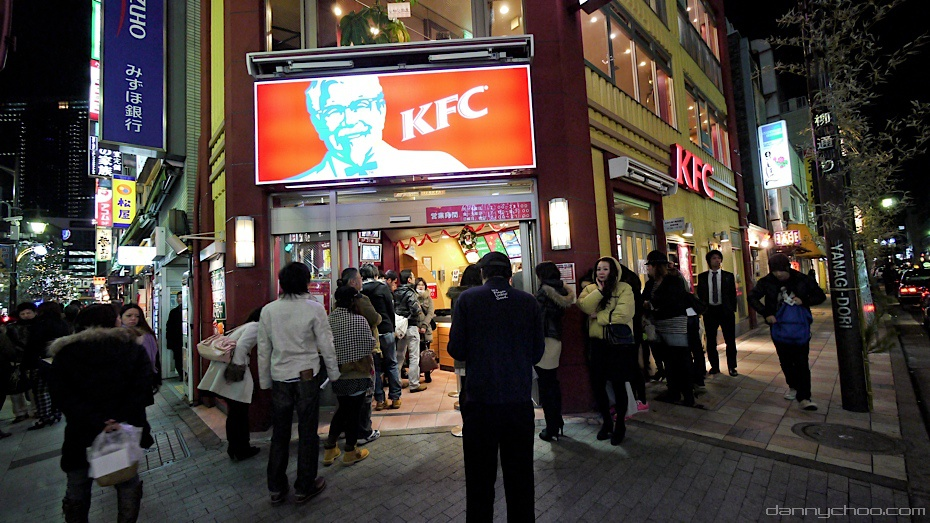
東京・新橋の店舗でクリスマス・メニューを購入する客の列 (2010年)

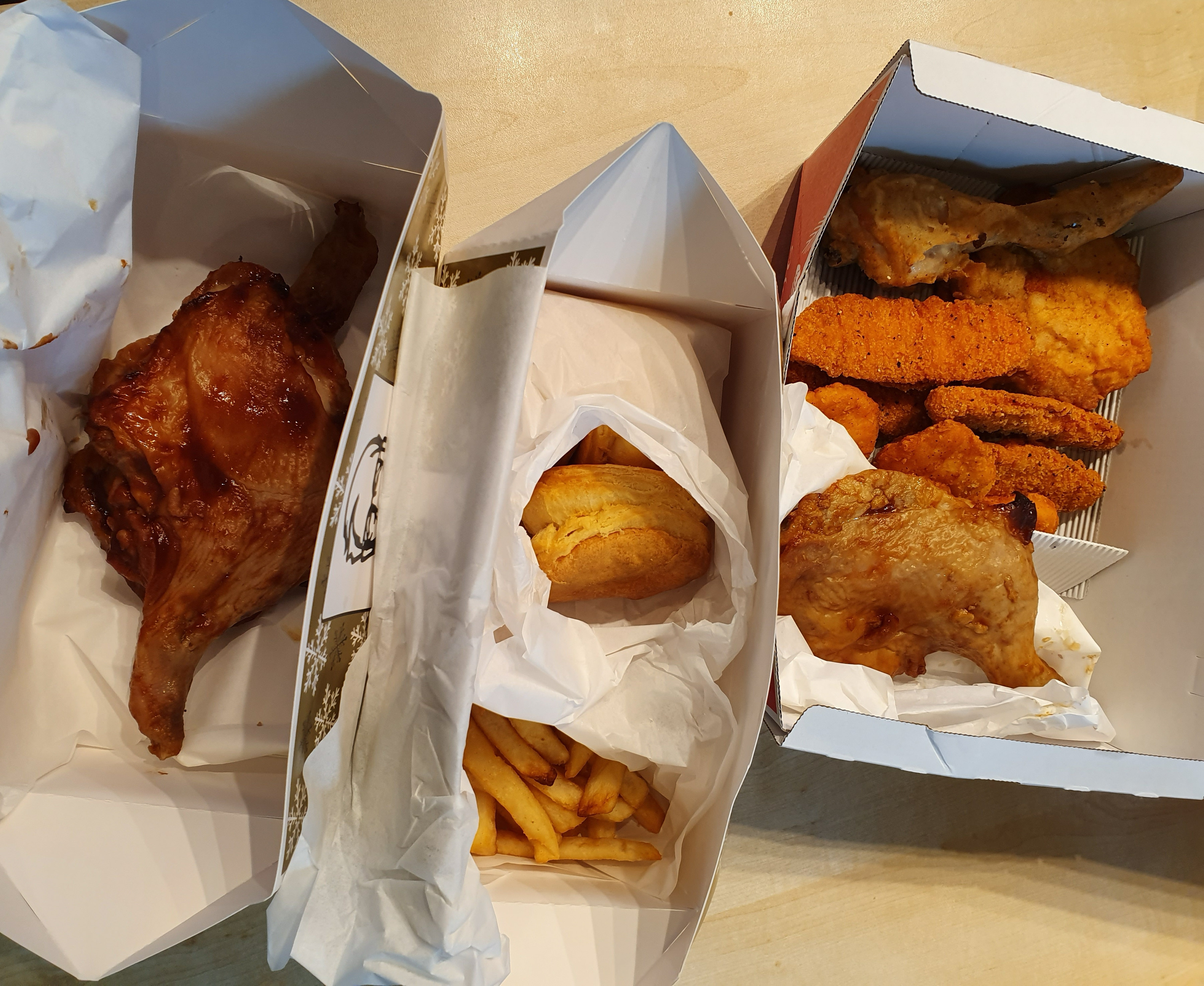
クリスマス・セット

日本国内では、クリスマスにKFCのフライドチキンを食べる習慣が定着している。
日本経済新聞のインタビューに答えた元社長の大河原毅によれば、1973年12月ごろ、青山にあったミッション系の幼稚園から「フライドチキンを買うからクリスマス会のサンタクロース役をやって欲しい」と相談され、それが好評だったことから口コミで学校から注文が入るようになった。数年後、日本のテレビ局から大河原に「アメリカでもこの時期にフライドチキンを食べるのか」と質問がされ、「はい」と意識的に「嘘を」（後述）言ったことで、これが爆発的なブームとなったという。また1985年にデビューした日本企画の「パーティバーレル」（下層からクリスマスケーキ、サラダ、断熱材を敷きフライドチキン、ポテトを一つの樽状の容器に入れた商品）は、もともと大河原が考案したものだという。
一方でJ-CASTニュースによれば、昭和50年代、ある外国人客がクリスマスに欧米で食される七面鳥を手に入れられず、代わりにケンタッキーでフライドチキンを購入した。これを日本KFC側が認知して大々的に『クリスマスはケンタッキー』と売り込んだ結果、現在の様に定着したという。2021年現在、日本ケンタッキー公式サイトでも「日本在住の外国人の方が七面鳥を手に入れられず、代わりにKFCのフライドチキンを召し上がった（のが諸説のひとつ）」と同様の解説をしている。
ただ、NHKの『きょうの料理』では、1959年のクリスマスにはローストチキンが、1967年にはフライドチキンが紹介されており、ケンタッキーが日本に進出する以前から、既に日本でチキンがクリスマス料理として認識されていたことに留意する必要がある。
一方で"本家"の欧米諸国ではこれが奇異に受け取られる事もある。BBCのインタビューに応じたアメリカ人シェフによれば、北米ではクリスマスディッシュは七面鳥が一般的であり、ファストフードであるケンタッキーをクリスマスの食卓に並べるのは「ほとんどの人は腹を立てるだろう」とした。

### 沖縄県
ケンタッキーフライドチキンの都道府県別の県民1人あたり消費量は沖縄県が非常に多く、1人あたりの消費量は日本一である。米国の占領時代に食生活が欧米化し、肉を主とする習慣が醸成されていったことも一因と考えられる。他都道府県と違い、贈答品や結婚式の引出物として使われたり、食卓に並べ通常のからあげなどと同様にごはんのおかずとして食するなど独特な商品の活用方法があるなどの理由が考えられているが、そもそもなぜそのように活用されるようになったかは社内でもよくわかっていないと渡辺社長（2006年5月現在）はテレビ番組で言及している。またすでに閉店しているが、奥武山店ではカーネル・バフェも実施していた。

### チキン感謝祭
1974年より毎年6月に東京東伏見稲荷神社・大阪住吉大社の2箇所で関係者を集めニワトリへの感謝とともに供養を行う「チキン感謝祭」を実施している。

## テレビ番組
- 日経スペシャル カンブリア宮殿 シリーズ企画「大失敗社長の逆転劇 第2弾」 低迷から大復活!新生・ケンタッキーの舞台裏（2020年2月13日、テレビ東京）[59]

## 広報活動

### CM出演者

#### 現在（CM出演者）
- 賀来賢人（2022年5月18日 - ）- カーネル・サンダースを演じている。
- 小田さくら（モーニング娘。'23、2023年4月5日 - ）- ガーリックホットチキンのCM本編で先述の賀来賢人と共演。
- みやぞん（元・ANZEN漫才）（2024年7月2日 - ） - レッドホットチキンのCM本編で先述の賀来賢人と共演[60]。
- 竹内まりや『すてきなホリデイ』 - ケンタッキークリスマスTVCMソングを担当[61]。
- ケンタッキーの我が家 - ケンタッキー州歌、CMソングに使用。

#### 過去（CM出演者）
- 高畑充希（2018年6月29日 - ）
- 桐谷健太（2016年6月1日 - ）
  - ボーナスバリューパック『+１ピース（ナゲット半額）』篇 / 『+１ピース（30日まで）』篇
  - レッドホットチキン『はっケン！中から辛い』篇
  - カーネリングポテト『まるごと（アプリで無料！）』篇
  - 骨なしケンタッキー やみつき醤油だれ『やみつきを教える』篇
  - 4ピースバリューパック
  - ケンタッキークリスマス『おうちレストラン』篇
  - ケンタッキークリスマス『最高のプレゼント（まだ間に合う）』篇 / 『最高のプレゼント（お店へどうぞ）』篇
  - 年末年始キャンペーン『縁起物』篇
  - 辛旨生姜チキン『後輩と』篇
  - サクサク骨なしケンタッキー<オニオン＆コンソメ>『サクサクの音が咲く』篇
  - 極旨塩だれチキン『生け花』篇
- 森川葵（2016年7月1日 - ）
  - レッドホットチキン『はっケン！中から辛い』篇
  - お盆バーレル『夏景色とチキン』篇
  - ソルティライムチキン『さっピリ体験』篇
  - 30%OFFパック『全国のKFCから』篇
  - 骨なし1000円パック『言いたい』篇
  - ケンタッキークリスマス『おうちレストラン』篇
  - ケンタッキークリスマス『最高のプレゼント（まだ間に合う）』篇 / 『最高のプレゼント（お店へどうぞ）』篇
  - 30%OFFビスケットパック『30年変わらない』篇
- 松本潤 - ポットパイとチキンのBOX、トマトクリームポットパイ、チキンクリームポットパイ、エビ入りトマトクリームポットパイ（2009年 - 2011年）
- 綾瀬はるか - 「創業40周年記念活動」編（2010年-2014年）
- 井川遥
- 市原悦子 - ナレーションとして担当
- 稲森いずみ
- 井ノ原快彦（20th Century） - パリパリ旨塩チキン
- 大森南朋
- オードリー − BOXケンタッキー
- 桂文珍 - 限定コカ・コーラライト付き6ピースパック
- 加藤ローサ
- 夏帆
- 木曽さんちゅう（Wコロン）- 「夏のチキン祭りパック」
- きゃりーぱみゅぱみゅ - krushers
- 草彅剛（SMAP）
- 熊澤枝里子
- 栗山千明
- 小林麻耶 - 「醤だれチキン」（2010年）、「南蛮だれチキン」（2011年）
- 佐藤栞里 - 「着物美人」篇（2016年3月17日 - 2016年4月20日）
- 澤野ひとみ
- 潮田玲子 - 「パリパリ実況」篇（2010年）
- SHIHO
- 笑福亭鶴瓶
- ジョン・カビラ - ロナウドキャンペーン（ナレーション）、骨なしケンタッキー
- 杉崎美香
- 杉山愛
- セイン・カミュ
- 世界でたったひとりの君に - 1992年に宮城県限定で、当地出身の稲垣潤一が歌唱するCMソングが流されており、その楽曲が当曲。
- タッキー&翼
- 田中マルクス闘莉王
- 多部未華子
- 玉山鉄二 - 「国内産」篇・「11スパイス」篇（15"）・「プレミアムフィレサンド」篇（15"）・「レッドホットチキンの流儀」篇（15"）・「カーネリングポテト」篇（15"）・「謎の男」篇（15"）・「漁港」篇（15"）・「すれ違い」篇（30"）・「パーティバーレル　早期予約特典」篇（15"）・「冬は辛旨」篇（玉山店長として登場）（2015年3月25日 - 2016年3月3日）
- トータス松本 - 「カーネルフェスティバル」編（2006年）
- 西山茉希 - ツイスター「マキマキ」編（2012年）
- 野際陽子 - ナレーションを担当
- ロッチ
- 矢口真里
- 間寛平
- 長谷川潤
- ハライチ - 骨なしケンタッキー、春キャンペーン
- 林寛子 (タレント)
- 林家ぺー・パー子夫妻 - サクサク骨なしケンタッキー・芳醇チーズ衣[62]
- 平子理沙
- 北斗晶
- ホンジャマカ - 和風チキンカツサンド、ウスターソースかつサンド（食べたのは石塚英彦）
- 松岡昌宏（TOKIO） - 年2回販売される限定商品「レッドホットチキン」のCMキャラクター。
- 松崎しげる - 香ばし醤油チキン（WebCM）
- 松島花
- 水橋研二
- 南果歩 - 旨塩チキン
- 三根梓
- 宮沢りえ - 子役時代に出演
- モロ師岡 - 味わい岩塩チキン
- 森進一
- 山下達郎 - CMソングを担当。クリスマス時期には店内で頻繁に音楽が流れる[注釈 4][注釈 5]。
- 優香
- 吉高由里子
- バナナマン（設楽統・日村勇紀、2021年6月2日 - ）- サンド系商品のCMキャラクター。
- THE ALFEE（桜井賢・坂崎幸之助・高見沢俊彦、2022年3月1日 - ）- シェアBOX系商品のCMキャラクター。
- 近藤真彦

### 提供番組

#### 現在（提供番組）
日本テレビ系列
- news every.（金曜スポンサー、2020年4月 - ）
- 有吉の壁（後半スポンサー、2021年4月 - ）

テレビ朝日系列
- マツコ&有吉 かりそめ天国（2020年10月 - ）[注釈 6]

TBS系列
- サタデープラス
- ジョブチューン（2021年4月 - ）[注釈 7]

フジテレビ系列
- めざましテレビ（2022年4月 - ）[注釈 8]
- Live News イット!（2021年10月 - ）
- 芸能人が本気で考えた!ドッキリGP（2023年4月 - ）[注釈 9][注釈 10]

#### 過去（提供番組）
日本テレビ系列
- 情報ライブ ミヤネ屋（読売テレビ制作）※金曜
- 土曜ドラマ

テレビ朝日系列
- はなきんデータランド
- 情報満載ライブショー モーニングバード!

TBS系列
- わくわく動物ランド - 1987年10月から
- 生生生生ダウンタウン
- ムーブ - 1993年4月～終了（曜日別ローテーション）
- ザッツ!・コサキンルーの怒んないで聞いて!!
- 関口宏の東京フレンドパークII - 番組開始〜1999年9月
- うたばん - 1999年10月〜2009年3月

テレビ東京系列
- ホワッツマイケル

フジテレビ系列
- FNNプライムニュース デイズ ※木・金曜PT扱い
- 森田一義アワー 笑っていいとも! ※隔日のみ後半スポンサー、1990年代?〜2013年9月
- FNNプライムニュース デイズ ※木・金曜PT扱い
- 志村けんのだいじょうぶだぁ - 1993年4月～9月の終了
- 志村けんはいかがでしょう - 水曜19:30枠時代（1993年10月～1995年3月）

ローカル局
- ケンタッキーベストヒット20（琉球放送ラジオ（RBCiラジオ））沖縄県内の邦楽ランキング番組
- JFN時報　ナレーションは高畑充希　2020年4月～9月まで平日の15時～16時の時報を担当していた。

配信サイト
- ケンタッキーもしも劇場（AbemaTV）

## 日本KFCホールディングス
日本KFCホールディングス株式会社（英: KFC Holdings Japan, Ltd.、略称: KFCH）は、ファーストフードチェーン事業を中核とし、神奈川県横浜市西区に本社を置く日本の純粋持株会社。

### 沿革（KFCH）

#### 初代法人（KFCH）
- 2014年（平成26年）
  - 4月1日
    - 以下の企業組織再編により、持株会社体制に移行[29]。
      - 日本ケンタッキー・フライド・チキン株式会社（初代法人）が日本KFCホールディングス株式会社（初代法人）に、ケイ・ダイニング株式会社が日本ケンタッキー・フライド・チキン株式会社（二代目法人）に、株式会社レッドルーフ・ピザが株式会社フェニックスに、株式会社レッドルーフ・ナチュラルが株式会社ナチュラル・ダイニングに商号を変更。
      - 会社分割により、ケンタッキーフライドチキン事業を日本ケンタッキー・フライド・チキン株式会社（二代目法人）に、ピザハット事業を株式会社フェニックスに、ピザハット・ナチュラル事業を株式会社ナチュラル・ダイニングに承継。

    - 渡辺正夫が代表取締役社長CEOを退任し、近藤正樹が執行役員社長CEOに、長井哲朗が代表取締役専務に就任[30]。

  - 6月19日 - 長井哲朗が代表取締役専務を退任し、近藤正樹が代表取締役社長CEOに就任[65]。
- 2015年（平成27年）
  - 11月25日 - 三菱商事株式会社による株式の売出により、同社の保有割合が37.9%に減少[66]。
- 2016年（平成28年）
  - 2月10日 - 役員持株会として、日本KFCホールディングス役員持株会を設立[67]。
  - 4月1日 - 株式会社フェニックスが日本ピザハット株式会社に商号を変更[68]。
  - 6月17日 - 監査等委員会設置会社に移行[69]。
  - 8月 - シンガポールに現地法人（投資持株会社）として、Fast Restaurant International Pte. Ltd.を設立。Bamboo (Thailand) Holding Pte. Ltd.の一部株式を取得し、同社の傘下でタイ王国内でのKFC運営企業であるRestaurants Development Co., Ltd.の経営に参画[70]。
  - 12月15日 - ナチュラル・ダイニング株式会社が解散[71]。
- 2017年（平成29年）
  - 2月27日 - 神奈川県横浜市西区みなとみらいの横浜アイマークプレイスに本社を移転[32]。
  - 4月25日 - ナチュラル・ダイニング株式会社が清算結了[72]。
  - 6月12日 - 日本ピザハット株式会社及びフェニックス・フーズ株式会社の全株式を、エンデバー・ユナイテッド・パートナーズ・シックス株式会社に譲渡[73]。
- 2018年（平成30年）
  - 3月 - 株式会社ビー・ワイ・オーの株式の25%を取得し、同社を持分法適用会社とする[74]。
- 2021年（令和3年）
  - 6月22日 - 近藤正樹が代表取締役社長CEOを退任し、判治孝之が代表取締役社長CEOに就任[33]。
- 2022年（令和4年）
  - 4月4日 - 東京証券取引所の市場区分再編に伴い、上場区分をスタンダード市場に移行[75]。
- 2023年（令和5年）
  - 12月18日 - Bamboo (Thailand) Holding Pte. Ltd.が、Restaurants Development Co., Ltd.の株式をDevyani International DMCCに譲渡[76]。
- 2024年（令和6年）
  - 4月10日 - The Carlyle Group Inc.の完全子会社のCrispy Holdings, L.P.の全額出資により、株式会社クリスピーを設立[77]。
  - 4月26日 - Crispy Holdings, L.P.の全額出資により、株式会社ジューシーが設立され、株式会社クリスピーが株式会社ジューシーの完全子会社となる[77]。
  - 5月20日 - 株式会社クリスピーによる株式公開買付けを実施することを発表[77]。東京証券取引所により監理銘柄（確認中）に指定[78]。
  - 5月21日 - 上記の株式公開買付けが開始[77]。
  - 7月9日 - 株式会社クリスピーによる株式公開買付けが成立し、同社の保有割合が51.21%となる[79]。
  - 7月17日 - 上記の株式公開買付けに伴い、株式会社クリスピーが親会社（筆頭株主）となり、三菱商事株式会社が第2位株主に異動[79]。
  - 8月29日 - 東京証券取引所が上場廃止を決定し、整理銘柄に指定[80]。
  - 9月18日 - 東京証券取引所スタンダード市場の上場を廃止[81]。
  - 9月20日 - 株式併合により、株主が株式会社クリスピー及び三菱商事株式会社のみとなった後、第三者割当増資、本減資及び自己株式取得により、株式会社クリスピーの完全子会社となる[64]。
  - 11月1日 - 判治孝之が代表取締役社長CEOを退任し、遠藤久が代表取締役社長CEOに就任[36]。

#### 二代目法人（KFCH）
- 2024年（令和6年）
  - 12月1日 - 株式会社クリスピーが、日本KFCホールディングス株式会社（初代法人）及び日本ケンタッキー・フライド・チキン株式会社（二代目法人）を吸収合併し、株式会社ジューシーが日本KFCホールディングス株式会社（二代目法人）に、株式会社クリスピーが日本ケンタッキー・フライド・チキン株式会社（三代目法人）に商号を変更[37]。

### 関連企業・団体

#### 連結子会社
- 日本ケンタッキー・フライド・チキン株式会社
  - 株式会社ケイ・アド
- Fast Restaurant International Pte. Ltd.

#### 持分法適用会社
- 株式会社ビー・ワイ・オー
- Bamboo (Thailand) Holding Pte. Ltd.